# Lista produkcji Happy Madison Productions
Chronologiczna lista produkcji wytwórni Happy Madison Productions – lista filmów i seriali wyprodukowanych przez wytwórnię. Pierwszym filmem był Boski żigolo z 1999 roku.

## Film
| Rok  | Tytuł polski                          | Tytuł oryginalny                    | Reżyseria           | Partnerzy produkcyjni                                                                                                  | Dystrybucja                                                            | Budżet         | Przychody brutto | Inne uwagi                     |
| ---- | ------------------------------------- | ----------------------------------- | ------------------- | --- | ---------------------------------------------------------------------- | -------------- | ---------------- | ------------------------------ |
| 1999 | Boski żigolo                          | Deuce Bigalow: Male Gigolo          | Mike Mitchell       | Touchstone Pictures, Out of the Blue... Entertainment                                                                  | Buena Vista Pictures Distribution                                      | 17 mln USD     | 92,9 mln USD     | Jako Happy Madison Productions |
| 2000 | Mały Nicky                            | Little Nicky                        | Steven Brill        | The Robert Simonds Company                                                                                             | New Line Cinema                                                        | 80–85 mln USD  | 58,3 mln USD     | Jako Happy Madison Productions |
| 2001 | Zwierzak                              | The Animal                          | Luke Greenfield     | Columbia Pictures, Revolution Studios                                                                                  | Sony Pictures Releasing                                                | 47 mln USD     | 84,7 mln USD     | Jako Happy Madison Productions |
| 2001 | Joe Dirt                              | Joe Dirt                            | Dennie Gordon       | Columbia Pictures, Robert Simonds Productions                                                                          | Sony Pictures Releasing                                                | 17,7 mln USD   | 31 mln USD       | Jako Happy Madison Productions |
| 2002 | Mr. Deeds – milioner z przypadku      | Mr. Deeds                           | Steven Brill        | Columbia Pictures, New Line Cinema, Out of the Blue Entertainment                                                      | Sony Pictures Releasing                                                | 50 mln USD     | 171,3 mln USD    | Jako Happy Madison Productions |
| 2002 | Mistrz kamuflażu                      | The Master of Disguise              | Perry Andelin Blake | Revolution Studios | Sony Pictures Releasing                                                | 16 mln USD     | 43,4 mln USD     | Jako Happy Madison Productions |
| 2002 | Osiem szalonych nocy                  | Eight Crazy Nights                  | Seth Kearsley       | Columbia Pictures | Sony Pictures Releasing                                                | 34 mln USD     | 23,8 mln USD     | Jako Happy Madison Productions |
| 2002 | Gorąca laska                          | The Hot Chick                       | Tom Brady           | Touchstone Pictures | Buena Vista Pictures (Touchstone Pictures)                             | 34 mln USD     | 54,6 mln USD     | Jako Happy Madison Productions |
| 2003 | Dwóch gniewnych ludzi                 | Anger Management                    | Peter Segal         | Columbia Pictures, Revolution Studios                                                                                  | Sony Pictures Releasing                                                | 75 mln USD     | 195,7 mln USD    | Jako Happy Madison Productions |
| 2003 | Dickie Roberts: Kiedyś gwiazda        | Dickie Roberts: Former Child Star   | Sam Weisman         | N/A | Paramount Pictures                                                     | 17 mln USD     | 23,7 mln USD     | Jako Happy Madison Productions |
| 2004 | 50 pierwszych randek                  | 50 First Dates                      | Peter Segal         | Columbia Pictures, Anonymous Content, Flower Films                                                                     | Sony Pictures Releasing                                                | 75 mln USD     | 198,5 mln USD    | Jako Happy Madison Productions |
| 2005 | Wykiwać klawisza                      | The Longest Yard                    | Peter Segal         | Paramount Pictures, Columbia Pictures, MTV Films, Callahan Filmworks                                                   | Paramount Pictures (Ameryka Północna), Sony Pictures Releasing (świat) | 82 mln USD     | 191,5 mln USD    | Jako Happy Madison Productions |
| 2005 | Deuce Bigalow: Boski żigolo w Europie | Deuce Bigalow: European Gigolo      | Mike Mitchell       | Columbia Pictures, Out of the Blue... Entertainment                                                                    | Sony Pictures Releasing                                                | 22 mln USD     | 45,1 mln USD     | Jako Happy Madison Productions |
| 2006 | Babcisynek                            | Grandma’s Boy                       | Nicholaus Goossen   | Level 1 Entertainment                                                                                                  | 20th Century Fox                                                       | 5 mln USD      | 6,6 mln USD      | Jako Happy Madison Productions |
| 2006 | Grzanie ławy                          | The Benchwarmers                    | Dennis Dugan        | Columbia Pictures, Revolution Studios                                                                                  | Sony Pictures Releasing                                                | 33 mln USD     | 65 mln USD       | Jako Happy Madison Productions |
| 2006 | Klik: I robisz, co chcesz             | Click                               | Frank Coraci        | Columbia Pictures, Revolution Studios, Original Film                                                                   | Sony Pictures Releasing                                                | 82,5 mln USD   | 240,7 mln USD    | Jako Happy Madison Productions |
| 2007 | Państwo młodzi: Chuck i Larry         | I Now Pronounce You Chuck and Larry | Dennis Dugan        | Relativity Media, Shady Acres Entertainment                                                                            | Universal Pictures                                                     | 85 mln USD     | 187,1 mln USD    | Jako Happy Madison Productions |
| 2007 | Zabić wspomnienia                     | Reign Over Me                       | Mike Binder         | Columbia Pictures, Relativity Media, Sunlight Productions                                                              | Sony Pictures Releasing                                                | 20 mln USD     | 22,2 mln USD     | Jako Madison 23 Productions    |
| 2008 | Dzikie łowy                           | Strange Wilderness                  | Fred Wolf           | Level 1 Entertainment                                                                                                  | Paramount Pictures                                                     | 20 mln USD     | 6,9 mln USD      | Jako Happy Madison Productions |
| 2008 | Króliczek                             | The House Benny                     | Fred Wolf           | Columbia Pictures, Relativity Media, Alta Loma Entertainment                                                           | Sony Pictures Releasing                                                | 25 mln USD     | 70,4 mln USD     | Jako Happy Madison Productions |
| 2008 | Nie zadzieraj z fryzjerem             | You Don’t Mess with the Zohan       | Dennis Dugan        | Columbia Pictures, Relativity Media, Smigel/Dugan Productions                                                          | Sony Pictures Releasing                                                | 90 mln USD     | 204,3 mln USD    | Jako Happy Madison Productions |
| 2008 | Opowieści na dobranoc                 | Bedtime Stories                     | Adam Shankman       | Walt Disney Pictures, Gunn Films, Offspring Entertainment, Conman & Izzy Productions                                   | Walt Disney Studios Motion Pictures (Walt Disney Pictures)             | 80 mln USD     | 212,9 mln USD    | Jako Happy Madison Productions |
| 2009 | Oficer Blart                          | Paul Blart: Mall Cop                | Steve Carr          | Columbia Pictures, Relativity Media                                                                                    | Sony Pictures Releasing                                                | 26 mln USD     | 183,3 mln USD    | Jako Happy Madison Productions |
| 2009 | Na skróty                             | The Shortcut                        | Nicholaus Goossen   | Leomax | Leomax, Mind's Eye Entertainment                                       | 1 mln USD      | N/A              | Jako Scary Madison Productions |
| 2009 | Funny People                          | Funny People                        | Judd Apatow         | Universal Pictures, Columbia Pictures, Relativity Media, Apatow Productions                                            | Universal Pictures (Ameryka Północna), Sony Pictures Releasing (świat) | 75 mln USD     | 71,6 mln USD     | Jako Madison 23 Productions    |
| 2010 | Duże dzieci                           | Grown Ups                           | Dennis Dugan        | Columbia Pictures, Relativity Media                                                                                    | Sony Pictures Releasing                                                | 80 mln USD     | 271,4 mln USD    | Jako Happy Madison Productions |
| 2011 | Żona na niby                          | Just Go with It                     | Dennis Dugan        | Columbia Pictures | Sony Pictures Releasing                                                | 80 mln USD     | 215 mln USD      | Jako Happy Madison Productions |
| 2011 | Heca w zoo                            | Zookeeper                           | Frank Coraci        | Columbia Pictures, Metro-Goldwyn-Mayer, Broken Road Productions, Hey Eddie                                             | Sony Pictures Releasing                                                | 80 mln USD     | 169,8 mln USD    | Jako Happy Madison Productions |
| 2011 | Bucky Larson: Urodzony gwiazdor       | Bucky Larson: Born to Be a Star     | Tom Brady           | Columbia Pictures, Miles Deep Productions                                                                              | Sony Pictures Releasing                                                | 10 mln USD     | 2,5 mln USD      | Jako Happy Madison Productions |
| 2011 | Jack i Jill                           | Jack and Jill                       | Dennis Dugan        | Columbia Pictures, Broken Road Productions                                                                             | Sony Pictures Releasing                                                | 79 mln USD     | 149,7 mln USD    | Jako Happy Madison Productions |
| 2012 | Spadaj, tato                          | That’s My Boy                       | Sean Anders         | Columbia Pictures, Relativity Media                                                                                    | Sony Pictures Releasing                                                | 70 mln USD     | 57,7 mln USD     | Jako Happy Madison Productions |
| 2012 | Mocne uderzenie                       | Here Comes the Boom                 | Frank Coraci        | Columbia Pictures, Hey Eddie, Broken Road Productions                                                                  | Sony Pictures Releasing                                                | 42 mln USD     | 73,1 mln USD     | Jako Happy Madison Productions |
| 2013 | Jeszcze większe dzieci                | Grown Ups 2                         | Dennis Dugan        | Columbia Pictures | Sony Pictures Releasing                                                | 80 mln USD     | 247 mln USD      | Jako Happy Madison Productions |
| 2014 | Rodzinne rewolucje                    | Blended                             | Frank Coraci        | Gulfstream Pictures, RatPac-Dune Entertainment                                                                         | Warner Bros. Pictures                                                  | 40–45 mln USD  | 128 mln USD      | Jako Happy Madison Productions |
| 2015 | Piksele                               | Pixels                              | Chris Columbus      | Columbia Pictures, 1492 Pictures, LStar Capital                                                                        | Sony Pictures Releasing                                                | 88–129 mln USD | 244,9 mln USD    | Jako Happy Madison Productions |
| 2015 | The Ridiculous 6                      | The Ridiculous 6                    | Frank Coraci        | N/A | Netflix                                                                | 60 mln USD     | N/A              | Jako Happy Madison Productions |
| 2015 | Joe Dirt 2: Beautiful Loser           | Joe Dirt 2: Beautiful Loser         | Fred Wolf           | N/A | Crackle                                                                | 3,7 mln USD    | N/A              | Jako Happy Madison Productions |
| 2015 | Oficer Blart w Las Vegas              | Paul Blart: Mall Cop 2              | Andy Fickman        | LStar Capital, Hey Eddie, Broken Road Productions                                                                      | Columbia Pictures (przez Sony Pictures Releasing)                      | 30–40 mln USD  | 107,6 mln USD    | Jako Happy Madison Productions |
| 2016 | The Do-Over                           | The Do-Over                         | Steven Brill        | N/A | Netflix                                                                | 40 mln USD     | N/A              | Jako Happy Madison Productions |
| 2017 | Sandy Wexler                          | Sandy Wexler                        | Steven Brill        | N/A | Netflix                                                                | 24,3 mln USD   | N/A              | Jako Happy Madison Productions |
| 2018 | Weselny tydzień                       | The Week Of                         | Robert Smiegel      | Netflix | Netflix                                                                | N/A            | N/A              | Jako Happy Madison Productions |
| 2018 | Ojciec roku                           | Father of the Year                  | Tyler Spindel       | N/A | Netflix                                                                | N/A            | N/A              | Jako Happy Madison Productions |
| 2018 | Adam Sandler: 100% Fresh              | 100% Fresh                          | Steven Brill        | N/A | Netflix                                                                | N/A            | N/A              | Jako Happy Madison Productions |
| 2019 | Zabójczy rejs                         | Murder Mystery                      | Kyle Newacheck      | Endgame Entertainment, Vinson Films, Tower Hill Entertainment, Mythology Entertainment, Denver and Delilah Productions | Netflix                                                                | N/A            | N/A              | Jako Happy Madison Productions |
| 2020 | Niewłaściwa Missy                     | The Wrong Missy                     | Tyler Spindel       | N/A | Netflix                                                                | N/A            | N/A              | Jako Happy Madison Productions |
| 2020 | Hubie ratuje Halloween                | Hubie Halloween                     | Steven Brill        | N/A | Netflix                                                                | N/A            | N/A              | Jako Happy Madison Productions |
| TBA  | Hustle                                | Hustle                              | Jeremiah Zagar      | SpringHill Entertainment, Roth/Kirschenbaum Films                                                                      | Netflix                                                                | N/A            | N/A              | Jako Happy Madison Productions |

## Telewizja
| Lata emisji | Tytuł polski                   | Tytuł oryginalny               | Stworzony przez                                    | Koprodukcja z | Dystrybutowany przez                                     | Oryginalna emisja | Emisja w Polsce |
| ----------- | ------------------------------ | ------------------------------ | -------------------------------------------------- | --- | -------------------------------------------------------- | ----------------- | --------------- |
| 2007–2013   | Sposób użycia                  | Rules of Engagement            | Tom Hertz                                          | Game Six Productions, CBS Paramount Network Television (2007–2009) (sezony 1-3), CBS Television Studios (2010–2013) (sezony 4-7), Sony Pictures Television | Sony Pictures Television                                 | CBS               | T               |
| 2008        | The Gong Show with Dave Attell | The Gong Show with Dave Attell | Chris Bearde                                       | Sony Pictures Television | N/A                                                      | Comedy Central    | N/A             |
| 2010–2011   | Nick Swardson’s Pretend Time   | Nick Swardson’s Pretend Time   | Nick Swardson, Tom Gianas                          | N/A | N/A                                                      | Comedy Central    | N/A             |
| 2011–2012   | Breaking In                    | Breaking In                    | Adam F. Goldberg, Seth Gordon                      | Sony Pictures Television, Adam F. Goldberg Productions | Sony Pictures Television                                 | Fox               | N/A             |
| od 2013     | Goldbergowie                   | The Goldbergs                  | Adam F. Goldberg, Wendi McLendon-Covey             | Adam F. Goldberg Productions, Exhibit A (wymieniony tylko w odcinku „Love Is a Mixtape”), Doug Robinson Productions (od sezonu 5)                          | Sony Pictures Television                                 | ABC               | T               |
| 2017        | Imaginary Mary                 | Imaginary Mary                 | Adam F. Goldberg, David Guarascio, Patrick Osborne | David Guarascio Productions, Adam F. Goldberg Productions, ABC Studios, Sony Pictures Television                                                           | Disney-ABC Domestic Television, Sony Pictures Television | ABC               | N/A             |
| 2019–2020   | Schooled                       | Schooled                       | Marc Firek, Adam F. Goldberg                       | Marc Firek Productions, Doug Robinson Productions, ABC Studios, Sony Pictures Television                                                                   | Disney-ABC Domestic Television, Sony Pictures Television | ABC               | N/A             |